# مجنون لیلی (فیلم)
مجنون لیلی فیلمی به کارگردانی و تهیه‌کنندگی قاسم جعفری و نویسندگی فرهاد طب‌نوری و مسعود صحت ساخته سال ۱۳۸۶ است.
مجنون لیلی در ۱ فروردین ماه سال ۱۳۸۷ همزمان با عید نوروز بر روی پرده سینما رفت.

## خلاصه داستان
مجنون لیلی از ۵ اپیزود تشکیل شده و در رابطه با کادوی سپندار مذگان(روز عشق ایرانی) است که بین چندین نفر دست به دست می‌چرخد تا نهایتاً ... .